# Megachile carbonaria
Megachile carbonaria är en biart som beskrevs av Smith 1853. Megachile carbonaria ingår i släktet tapetserarbin, och familjen buksamlarbin. Inga underarter finns listade i Catalogue of Life.